# Claudete Troiano
Claudete Troiano de Moraes Manso (São Paulo, 29 de outubro de 1953) é uma famosa jornalista, apresentadora de televisão e ex-atriz brasileira. Atualmente apresenta o Programa matinal diário Vou te Contar na RedeTV!.

## Carreira
Em 1960, aos sete anos, Claudete estava na plateia de um programa da TV Excelsior quando foi convidada por uma produtora para realizar um teste, onde foi aprovada e começou a apresentar o infantil Carrossel. Em 1964, foi contratada pela Band para apresentar o programa infantil Garota Bandeirantes, onde ficou por quatro anos. Em 1969, estreou como atriz na telenovela O Bolha, interpretando a adolescente rebelde Judith. Entre 1969 e 1974, ainda na Band, apresentou o Tic Tac voltado ao público adolescente, que mesclava números musicais e reportagens sobre o universo jovem. Em 1974, interpretou Elza na telenovela Ídolo de Pano, na Rede Tupi, sendo sua última atuação na dramaturgia.
Logo após, ingressou na faculdade de jornalismo e passou a dedicar-se à rádio, passando pela Rádio Bandeirantes, Rádio Globo, Rádio Capital e Rádio Mulher, onde foi pioneira ao se tornar a primeira mulher a narrar partidas de futebol. Em 1980, já formada, retornou à televisão para apresentar o vespertino Mulheres na TV Gazeta ao lado de Ione Borges, onde permaneceram juntas por 16 anos seguidos e passaram a ser conhecidas como "as parceirinhas" pelo sucesso da dupla. Em 1996, a parceria foi desfeita quando Claudete foi transferida para as manhãs da emissora para comandar o Pra Você, ao mesmo estilo. Em 1998, assinou com a Rede Manchete para apresentar o Mulher de Hoje, no qual ficou apenas um ano, uma vez que a crise financeira que a emissora passava a levou a extinção, fazendo com que Claudete retornasse à TV Gazeta, no mesmo programa de antes.
Em 2000, assumiu o Note e Anote na RecordTV substituindo Cátia Fonseca, no qual ficou até 2005, quando o programa saiu do ar para dar lugar ao Hoje em Dia. No mesmo ano, transferiu-se para a Rede Bandeirantes e estrelou o Pra Valer até 2007, quando a emissora encerrou seu contrato após a prisão de sua filha. Em 2008, assinou com o SBT para apresentar o Olha Você, uma revista eletrônica inspirada nos moldes do Hoje em Dia, ao lado de Ellen Jabour, Alexandre Bacci e Francesco Tarallo, o qual saiu do ar em 20 de março de 2009. Em 2009, após nove anos, retorna à TV Gazeta para comandar o Manhã Gazeta, retomando a parceria com Ione Borges. Em 17 de março de 2012, a apresentadora é notificada que a emissora rescindiu seu contrato após a grade sofrer uma reformulação. Em 2014, após dois anos fora do ar, estreia no comando do Santa Receita na TV Aparecida, programa que inicialmente era apenas voltado à culinária, mas que ao longo dos anos passou a abordar outras temáticas do universo feminino, como prestação de serviço, saúde da mulher e carreira, onde ficou até julho de 2020, quando foi afastada pela emissora.
Em 28 de junho de 2019, ganhou um segundo programa na emissora, o Programa Claudete Troiano, voltado à entrevistas e musicais.
Em 18 de setembro de 2020, foi anunciada como nova contratada da RedeTV!. Seu programa na emissora, denominado como Vou te Contar, teve patrocínio exclusivo da Ultrafarma, do empresário Sidney Oliveira.

## Controvérsias

### Prisão da filha e demissão
Em 25 de março de 2007, sua filha, Marcela Troiano, foi presa ao ser acusada de tráfico de drogas durante uma blitz, na qual foram encontrados entorpecentes no ônibus contratado por ela para comemorar seu aniversário com amigos. Quatro dias após a prisão, ela foi liberada. Apesar de Claudete explicar que tudo não passou de um engano, a Band decidiu encerrar seu contrato um mês e meio depois.

### Briga com João Kléber
Em 2003, envolveu-se em uma briga pública com o apresentador João Kléber, a quem Claudete acusava de ser conivente com supostas armações em seu programa à época, o Canal Aberto, que disputava audiência com o Note e Anote, quando o mesmo era exibido à tarde.

## Filmografia

### Televisão
| Ano     | Título                    | Função                 | Notas                      | Emissora          |
| ------- | ------------------------- | ---------------------- | -------------------------- | ----------------- |
| 1960–63 | Carrossel                 | Apresentadora          |                            | TV Excelsior      |
| 1964–68 | Garota Bandeirantes       | Apresentadora          |                            | Rede Bandeirantes |
| 1969    | O Bolha                   | Judith                 |                            | Rede Bandeirantes |
| 1969–72 | Tic Tac                   | Apresentadora          |                            | Rede Bandeirantes |
| 1973    | Gazetinha                 | Apresentadora          |                            | TV Gazeta         |
| 1974    | Ídolo de Pano             | Elza                   |                            | Rede Tupi         |
| 1978    | Ronnie Von Especial       | Repórter               |                            | TV Gazeta         |
| 1980–96 | Mulheres                  | Apresentadora          |                            | TV Gazeta         |
| 1996–97 | Pra Você                  | Apresentadora          |                            | TV Gazeta         |
| 1998–99 | Mulher de Hoje            | Apresentadora          |                            | Rede Manchete     |
| 1999–00 | Mulheres                  | Apresentadora          |                            | TV Gazeta         |
| 2000–05 | Note e Anote              | Apresentadora          |                            | RecordTV          |
| 2005–07 | Pra Valer                 | Apresentadora          |                            | Rede Bandeirantes |
| 2008–09 | Olha Você                 | Apresentadora          |                            | SBT               |
| 2009–12 | Manhã Gazeta              | Apresentadora          |                            | TV Gazeta         |
| 2014–20 | Santa Receita             | Apresentadora          |                            | TV Aparecida      |
| 2019–20 | Programa Claudete Troiano | Apresentadora          |                            | TV Aparecida      |
| 2020    | Mulheres                  | Apresentadora especial | Episódio: "23 de setembro" | TV Gazeta         |
| 2020–24 | Vou te Contar             | Apresentadora          |                            | RedeTV!           |

### Internet
| Ano           | Título           | Cargo         |
| ------------- | ---------------- | ------------- |
| 2020–presente | Claudete Troiano | Apresentadora |